# Легуміна
Легумі́на — солодке печиво або солодощі на основі збитих яєць і цукру з різноманітними додатками. Національна страва польської та галицької кухні, яка у XXI столітті в Україні майже вийшла з ужитку, зараз легуміна залишається маловідомою стравою галицької кухні. У галицькому діалекті так зрідка можуть називатися будь-які смаколики взагалі.

## Етимологія
Назва цього десерту походить від лат. legūmen (у множині лат. legūmina), що в перекладі означає «стручковий плід». В давнину цим словом називали переважно городні бобові культури — горох і боби. З латини цей термін увійшов до польської мови, одночасно змінивши значення — тепер ним позначали солодку страву з борошна чи овочів, а то й взагалі будь-які солодощі.

## Складники
Легуміна вирізняється вельми пістрявим різноманіттям продуктів, які використовують для її приготування, однак у складі цієї страви присутні кілька незмінних складників: жовтки і білки курячих яєць та цукор. Виняток з цього правила становить хіба що марципанова легуміна, яку готують зовсім без яєць. Крім того практично в усіх а легуміни вказані прянощі. Найчастіше використовують лимонну цедру і ваніль, рідше — корицю. Слід зазначити, що хоча ці продукти і обов'язкові у використанні, однак лише їх недостатньо для приготування цього печива, навпаки, збиті з цукром яйця радше є зв'язуючим агентом, а ось основний продукт, до якого їх додають може бути гречаним борошном, картопляним крохмалем, пшеничними або кукурудзяними крупами, горіхами чи навіть лимоном. В тому випадку, коли легуміну готують із крупами, для їх розм'якшення застосовують молоко. При випіканні десерту використовують панірувальні сухарі й вершкове масло для змащення форми. Готову страву в окремих випадках присмачують варенням або сметаною, збитою з цукром.

## Приготування
Принцип приготування легуміни полягає в тому, що білки і жовтки спочатку розділяють, а потім окремо білки збивають у міцну пишну піну, а жовтки розтирають разом із цукром. До цих рідких складників додають прянощі, а потім їх усі змішують з твердими, але подрібненими продуктами: борошном, замоченими в молоці крупами чи крохмалем, меленими горіхами, протертим лимоном. Цю масу викладають у змащену маслом форму, в деяких рецептах обсипають тертою булкою (меленими сухарями) і випікають у духовці. Таким чином легуміна являє собою печиво з доволі легкою текстурою, якою вона завдячує збитим яйцям.
Марципанова легуміна за способом приготування нагадує гозинаки. У цьому рецепті подрібнений мигдаль та інші горіхи просто змішують із цукром у рівних пропорціях з невеликою домішкою води. Потім обережно варять на вогні, весь час помішуючи. Коли під впливом високої температури цукор почне танути і карамелізуватись, масу виймають, викладають на деко, вистелене масним папером, і злегка розплескують.